# GIRD-09

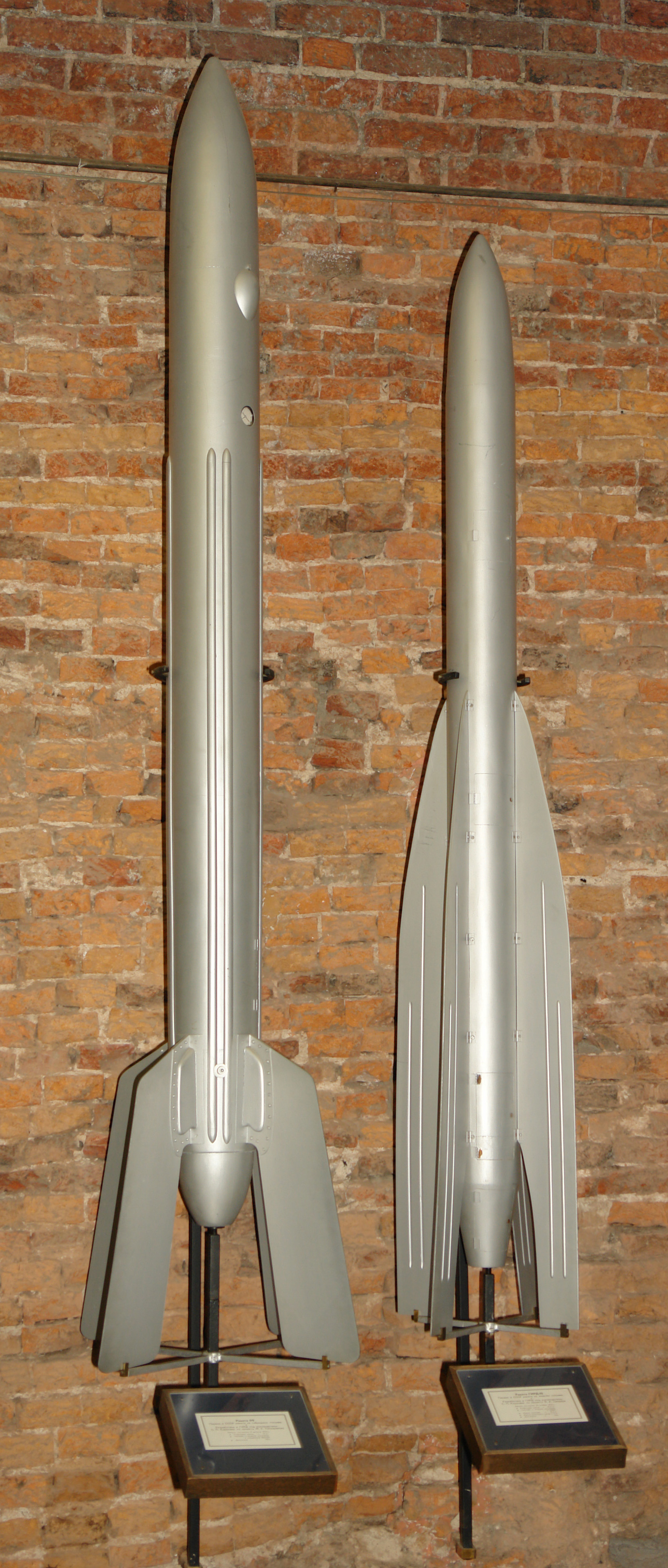
O foguete GIRD-09
(a esquerda).

GIRD-09, foi a designação do primeiro foguete movido a combustível híbrido desenvolvido pelo GIRD em (1933). 
Na verdade, a sua designação original em russo:  Ракета 09, era simplesmente Foguete-09. O seu projeto foi liderado por Sergei Korolev e o desenho original foi de Mikhail Tikhonravov.
O lançamento ocorreu em 17 de Agosto de 1933 num campo em Nakhabino, perto de Moscou.

## Especificações
Estas são algumas das características do GIRD-09:
- Altura: 2,4 m
- Combustível: Resina em gel misturada com gasolina
- Oxidante: Oxigênio líquido
- Motor: Motor de foguete 09
- Empuxo: 25 - 33 kgf (~ 24 - 32 N)
- Peso na decolagem: 18 kg (4,5 kg de combustível)
- Altitude: 400 m (1.500 m em voos realizados em 1934)